# Eriogonum kingii
Eriogonum kingii är en slideväxtart som beskrevs av Torr. & Gray. Eriogonum kingii ingår i släktet Eriogonum och familjen slideväxter. Inga underarter finns listade i Catalogue of Life.